# 財津和夫の曲たちII 〜たくさんのアーティストへの提供曲集〜
『財津和夫の曲たちII 〜たくさんのアーティストへの提供曲集〜』（ざいつかずおのきょくたちⅡ〜 - へのていきょうきょくしゅう）は、財津和夫のコンピレーション・アルバム。2009年12月16日発売。

## 解説
財津和夫が多くのミュージシャンに提供した曲とチューリップや財津のカバー曲を集めたアルバムである。
公式ベスト・アルバム『財津和夫の曲たちI 〜究極!財津和夫の名曲ここに集結!!ソロベスト〜』と同日発売。

## 収録曲
作詞／作曲／編曲：財津和夫（特記以外）
1. 夏の扉
  - 歌：松田聖子　
  - 作詞：三浦徳子　編曲：大村雅朗
  - 1980年発売。
2. I Say Hello
  - 歌：Dual Dream　
  - 1995年発売。
  - NHK朝の連続テレビ小説『走らんか!』の主題歌。財津もゲスト出演した。
3. 心の旅
  - 歌：吉田栄作　
  - 編曲：梁邦彦
  - 1990年発売。
  - チューリップの楽曲のカバー。吉田にとって最大のヒット曲となった。
4. 会いたい
  - 歌：沢田知可子　
  - 作詞：沢ちひろ　編曲：芳野藤丸
  - 1990年発売。
  - 財津の提供曲として最大のヒットとなった曲で、財津も『サボテンの花　grown up』でセルフカバーした。
5. 白いパラソル
  - 歌：松田聖子　
  - 作詞：松本隆　編曲：大村雅朗
  - 1981年発売。
6. クローズ・アップ
  - 歌：中山美穂　
  - 作詞：松本隆　編曲：大村雅朗
  - 1986年発売。
7. 卒業
  - 歌：がむがむ　
  - 編曲：がむがむ・財津和夫　弦編曲：乾裕樹
  - 1976年発売。
  - ドラムはチューリップの上田雅利が担当している。
8. 切手のないおくりもの
  - 歌：田中星児　
  - 編曲：あかのたちお
  - 1977年発売。
9. 20の恋
  - 歌：岩崎宏美　
  - 作詞：康珍化　編曲：大村雅朗
  - 1984年発売。
10. サボテンの花
  - 歌：MOOMIN　
  - 編曲：外池満広
  - 2006年発売。
11. チェリーブラッサム
  - 歌：松田聖子　
  - 作詞：松本隆　編曲：大村雅朗
  - 1981年発売。
12. グッドフィーリング
  - 歌：木之内みどり　
  - 作詞：松本隆　編曲：松任谷正隆
  - 1976年発売。
13. 東京日和
  - 歌：伴都美子　
  - 作詞：伴都美子　編曲：Sin
  - 2008年発売。
14. 君でなければ
  - 歌：RAG FAIR　
  - 編曲：光田健一・RAG FAIR
  - 2004年発売。
  - テレビ朝日系金曜ナイトドラマ『ミステリー民俗学者 八雲樹』主題歌。
  - 財津のセルフカバー版も存在する。
15. 生きてる途中
  - 歌：ISSA　
  - 編曲：棚橋“UNA”信仁
  - 2003年発売。
16. 野ばらのエチュード
  - 歌：松田聖子　
  - 作詞：松本隆　編曲：大村雅朗
  - 1982年発売。
17. 星つむぎの歌
  - 歌：平原綾香　
  - 作詞：星つむぎの詩人たち・筧和歌子　編曲：財津和夫・清水俊也
  - 2008年発売。
  - この楽曲が縁となり、平原は2009年発売の財津のアルバム『ふたりが眺めた窓の向こう』に詞を提供している（財津との共作）。